# Prima (ora canonica)
La  prima è la preghiera del mattino, una delle ore canoniche, recitata circa un'ora dopo l'alba. Essa è basata su tre salmi e una lettura biblica.
Nella Chiesa cattolica tale ora è stata soppressa dal Breviario secondo il rito romano dalla riforma liturgica successiva al Concilio Vaticano II, la quale mirava ad adattare la Liturgia delle Ore alla vita moderna. 
Nella costituzione Sacrosanctum Concilium al numero 89/d viene dichiarato che "L'ora di Prima sia soppressa". L'invito è stato accolto dai riformatori che nello stendere l'Ufficio divino riformato, sia nel rito romano sia in quello ambrosiano, hanno soppresso Prima.
I certosini recitano ancora l'Ora di Prima.
Nella Chiesa cristiana ortodossa l'ora di Prima è un'ora canonica ancora in uso.

## Liturgia precedente la riforma di Paolo VI
Coloro che celebrano nel rito tradizionale sono ancora tenuti a recitare l'ora di Prima, secondo il seguente schema:
- Segno di croce con l'invocazione: ℣ Deus in adiutorium meum intende. ℟ Domine ad adiuvandum me festina, seguita dal Gloria Patri e dall'Alleluia (o dal Laus tibi in Quaresima)
- L'inno ecclesiastico Iam lucis orto sidere
- La salmodia, composta da tre salmi o parti di salmi, ciascuno dei quali si conclude con il Gloria Patri. All'inizio del primo salmo e alla fine del terzo si dice l'Antifona, presa dal proprio del tempo oppure dal Proprio o dal Comune nelle feste.
- Il canto del capitulum, che è sempre tratto dalla Prima lettera di Paolo a Timoteo, 1, 17 (Regi saeculorum). Al termine di esso, si risponde come di consueto Deo gratias.
- Il responsorio breve Christe, fili Dei vivi, miserere nobis, alternato al versetto Qui sedes ad dexteram Patris (in Avvento Qui venturus es in mundum, nel tempo di Natale e nelle feste mariane Qui natus es de Maria virgine, nel tempo di Epifania Qui apparuisti hodie, in quello di Ascensione Qui scandis super sidera o altro proprio in determinati giorni) e dal Gloria Patri.
- Il versetto ℣ Exsurge Christe, adiuva nos. ℟ Et libera nos propter nomen tuum.
- Salutato il popolo con il Dominus vobiscum, l'orazione.
- Nuovamente salutato il popolo (Dominus vobiscum) si dice il Benedicamus Domino.
- Lettura del Martirologio del giorno successivo, seguito dall'acclamazione ℣ Et alibi aliorum plurimorum Sanctorum Martyrum et Confessorum, atque Sanctarum Virginum. ℟ Deo gratias, dal versetto Pretiosa in conspectu Domini mors Sanctorum eius e di una breve orazione d'intercessione a Maria e ai Santi.
- Un triplice Deus in adiutorium, seguito dal Gloria Patri, da un triplice Kyrie eleison, dal Pater Noster, dai versetti conclusivi del salmo 89, da un altro Gloria Patri e da un'orazione in cui si chiede l'assistenza di Dio nelle azioni del giorno.
- La benedizione, costituita dallo Iube domine benedicere, la benedizione Dies et actus nostros in sua pace disponat, la lettura di un breve brano secondo il Proprio del Tempo (concluso dal ℣ Tu autem Domine miserere nobis. ℟ Deo gratias), dall'Adiutorium nostrum in nomine Domini. ℟ Qui fecit caelum et terram, dal Benedicite. Deus, la benedizione vera e propria ed il versetto Fidelium animae.

Secondo le rubriche del 1962, qualora l'ufficio non sia celebrato pubblicamente, i saluti Dominus vobiscum sono sostituiti dall'invocazione ℣ Domine exaudi orationem meam. ℟ Et clamor meus ad te veniat.